# Șoimuș (gmina w okręgu Hunedoara)
Șoimuș – gmina w Rumunii, w okręgu Hunedoara. Obejmuje miejscowości Bălata, Bejan, Bejan-Târnăvița, Boholt, Căinelu de Jos, Chișcădaga, Fornădia, Păuliș, Sulighete i Șoimuș. W 2011 roku liczyła 3371 mieszkańców.